# Robert Krieps
Robert Krieps (15 de octubre de 1922 – 1 de agosto de 1990) fue un político luxemburgués. Se desempeñó como presidente del Partido Socialista Obrero Luxemburgués de 1980 a 1985, además de servir en el gabinete de gobierno de los Primeros Ministros Gaston Thorn y Jacques Santer.
Krieps era hijo de Ernestine (Ehlinger) y Adolphe Krieps. Estaba casado con Renée Ketter y es abuelo de la actriz luxemburguesa Vicky Krieps.
Krieps defendió la abolición de la pena de muerte, lo cual se logró en su país en el año 1979.